# Мельник Ігор Миколайович
Ігор Миколайович Мельник (нар. 5 березня 1983, Миколаїв, УРСР) — український футболіст, нападник. Автор 50-го голу харківського «Металіста» в розіграшах Кубку України.

## Кар'єра гравця
Вихованець ДЮСШ «Торпедо» (Миколаїв). Після завершення навчання грав на аматорському рівні за миколаївські команди «Динамо» і «Суднобудівник». У 2002 році опинився в полі зору селекціонерів харківського «Металіста», де й розпочав професійну кар'єру. Грав за «Металіст-2» і команду дублерів. В основному складі харків'ян провів 1 матч у першій лізі і 1 у Кубку України проти івано-франківського «Спартака». У кубковому матчі Мельник відзначився голом, який став ювілейним - 50-м для «Металіста» в Кубках України. Надалі виступав за «Геліос» та «Динамо-ІгроСервіс».
У 2007 році, коли «Іллічівець» втратив місце в Прем'єр-лізі, Мельник був запрошений в цю команду. Через рік, коли маріупольці повернулися до вищого дивізіону, нападник грав за другу команду «Ілліча». Завдяки 15 голам у 18-ти матчах першої частини сезону 2008/09 років у другій лізі за «Іллічівець-2», футболіст 2009 року розпочав в першій команді. У Прем'єр-лізі дебютував 14 березня в грі проти «Дніпра». Уже в четвертому матчі відкрив рахунок голам у вищому дивізіоні. М'яч був забитий у ворота запорізького «Металурга».
Влітку 2009 року підсилив склад азербайджанської «Габали». У вищому дивізіоні за цю команду зіграв 27 матчів, забив 6 м'ячів, став другим найкращим бомбардиром команди, після Томаша Столпи.
У 2010 році грав в аматорській команді «Гвардієць» (Гвардійське). Напередодні початку сезону 2011/12 років повернувся до України та підписав контракт з ФК «Суми», яким допоміг виграти чемпіонат та вийти до Першої ліги чемпіонату України. 
У 2014 році після початку російсько-української війни переїхав до окупованого Криму, де став виступати за низку місцевих клубів, зокрема «Гвардієць», «Рубін» (Ялта), «Бахчисарай», «Кримтеплиця», «ТСК-Таврія».

## Статистика виступів
| Сезон   | Клуб              | Ліга                       | Ліга  | Ліга | Кубок | Кубок | Інші  | Інші | Загалом | Загалом | Загалом |
| Сезон   | Клуб              | Ліга                       | Матчі | Голи | Матчі | Голи  | Матчі | Голи | Матчі   | Голи    |         |
| ------- | ----------------- | -------------------------- | ----- | ---- | ----- | ----- | ----- | ---- | ------- | ------- | ------- |
| 2002–03 | Металіст (Харків) | Прем'єр-ліга (Україна)     | 0     | 0    | 0     | 0     | -     | -    | 0       | 0       |         |
| 2003–04 | Металіст (Харків) | Перша ліга України         | 1     | 0    | 1     | 0     | -     | -    | 2       | 0       |         |
| 2004–05 | Металіст (Харків) | Прем'єр-ліга (Україна)     | 0     | 0    | 0     | 0     | -     | -    | 0       | 0       |         |
| 2005–06 | Геліос            | Перша ліга України         | 14    | 3    | 1     | 0     | -     | -    | 15      | 3       |         |
| 2005–06 | Динамо-ІгроСервіс | Перша ліга України         | 17    | 8    | 0     | 0     | -     | -    | 17      | 8       |         |
| 2006–07 | Динамо-ІгроСервіс | Перша ліга України         | 34    | 7    | 2     | 1     | -     | -    | 36      | 8       |         |
| 2007–08 | Іллічівець        | Перша ліга України         | 11    | 2    | 1     | 0     | -     | -    | 12      | 2       |         |
| 2008–09 | Іллічівець        | Прем'єр-ліга (Україна)     | 9     | 1    | 0     | 0     | -     | -    | 9       | 1       |         |
| 2009–10 | Габала            | Прем'єр-ліга (Азербайджан) | 27    | 6    |       | 0     | -     | -    | 27      | 6       |         |
| 2011–12 | Суми              | Друга ліга України         | 20    | 9    | 2     | 2     | -     | -    | 22      | 11      |         |
| 2012–13 | Суми              | Перша ліга України         | 32    | 4    | 0     | 0     | -     | -    | 32      | 4       |         |
| 2013–14 | Суми              | Перша ліга України         | 26    | 2    | 1     | 0     | -     | -    | 27      | 2       |         |
| Загалом | Загалом           | Загалом                    | 191   | 42   | 8     | 3     | 0     | 0    | 199     | 45      |         |

## Досягнення
ПФК «Суми»
- Друга ліга чемпіонату України
  -  Чемпіон (1): 2011/12